# Sony Xperia U
El Sony Xperia U es un teléfono inteligente de gama media con sistema operativo Android. Forma parte de la serie Xperia NXT y es fabricado por Sony Mobile Communications. Tuvo un lanzamiento mundial en mayo de 2012.

## Características

### Dimensiones
- 54 x 112 x 12 mm
- 110 g

### Pantalla
- TFT de 3,5 pulgadas (16:9), 854 x 480 píxeles (280 ppi) y 16.777.216 colores
- Pantalla Reality Display con Mobile BRAVIA® Engine
- Cristal con revestimiento resistente a arañazos y antirreflejos
- Pantalla táctil capacitiva con teclado QWERTY en pantalla

### Sonido
- Experiencia xLOUD: tecnología de filtro de audio desarrollada por Sony
- Conector de audio de 3,5 mm para auriculares

### Almacenamiento
- Memoria interna de 8 GB:
  - 6 GB disponible para el usuario (2 GB para aplicaciones y 4 GB para multimedia).
  - 2 GB para el sistema.

### Conexiones
- MicroUSB 2.0
- Wi-Fi
- DLNA

- Bluetooth 2.1

- aGPS
- Radio FM

### Cámara
- Zoom digital de 16 aumentos.
- Flash LED.
- Video 720p a 30 fps (con estabilizador digital).
- Cámara frontal (foto y video VGA a 30 fps).
- Detección de rostros.
- Enfoque automático y de toque.
- Barrido Panorámico (disponible también en 3D).
- Botón físico de cámara de 2 etapas (enfoque y toma).

### Procesamiento
- CPU: ST-Ericsson NovaThor Dual-core 1Ghz
- RAM: 512 MB
- GPU: Mali-400P

### Batería
- Li-Ion - 1290 mAh
- 6 horas y 36 min en GSM
- 45 horas de reproducción de música
- 6 horas de video

### Extras
- Carcasas intercambiables
- 2.º micrófono para cancelación de ruido
- TrackID
- Integración Facebook en Xperia.

## Configuraciones y funciones
- Manuales interactivos Archivado el 29 de enero de 2015 en Wayback Machine.

- Datos: Q261079
- Multimedia: Sony Xperia U / Q261079